# Dərəkənd (Şərur)
Dərəkənd è un comune dell'Azerbaigian situato nel distretto di Şərur.